# Верхоледское сельское поселение
Верхоледское сельское поселение или муниципальное образование «Верхоледское» — муниципальное образование со статусом сельского поселения в Шенкурском муниципальном районе Архангельской области России.
Соответствует административно-территориальной единице в Шенкурском районе — Верхоледскому сельсовету (с центром в деревне Раковская).
Административный центр — деревня Раковская.

## География
Верхоледское сельское поселение находится на западе Шенкурского района, в бассейне реки Ледь. Крупнейшие озёра в поселении: Селезьозеро, Чурозеро, Большое Юлмозеро, Большое Талмозеро, Кетьозеро, Поглозеро и Моховое.
Граничит:
- на севере с с муниципальным образованием «Сюмское»
- на востоке с муниципальным образованием «Шеговарское»
- на юге с муниципальным образованием «Никольское» и с муниципальным образованием «Верхопаденьгское»
- на западе с Плесецким районом

## История
Муниципальное образование было образовано в 2006 году.

## Население
| 2005 | 2010 | 2011 | 2012 | 2013 | 2014 | 2015 |
| ---- | ---- | ---- | ---- | ---- | ---- | ---- |
| 805  | ↘500 | ↘497 | ↘471 | ↘454 | ↘429 | ↘402 |
| 2016 | 2017 | 2018 | 2019 | 2020 | 2021 |      |
| ↘388 | ↘359 | ↘354 | ↘327 | ↘303 | ↘280 |      |

## Состав сельского поселения
| №  | Населённый пункт | Тип населённого пункта          | Население |
| -- | ---------------- | ------------------------------- | --------- |
| 1  | Булавинская      | деревня                         | ↘6        |
| 2  | Володская        | деревня                         | ↘23       |
| 3  | Дывлевская       | деревня                         | ↗95       |
| 4  | Ивлевская        | деревня                         | ↗17       |
| 5  | Лапухинская      | деревня                         | ↗8        |
| 6  | Осиевская        | деревня                         | ↗30       |
| 7  | Паскандская      | деревня                         | ↗13       |
| 8  | Поташевская      | деревня                         | ↘8        |
| 9  | Раковская        | деревня, административный центр | ↗109      |
| 10 | Уколок           | посёлок                         | ↗358      |
| 11 | Хомутинская      | деревня                         | ↗4        |